# Trikala Aries BC
O Trikala Aries Basketball Club é um clube profissional de basquetebol sediado na cidade de Trikala, Grécia que atualmente disputa a Liga Grega. Foi fundado em 1993 e manda seus jogos na Trikala Indoor Hall com capacidade para 2.500.